# Corneille Cooymans
Cornelius (Corneille) Cooymans (Beerse, 11 juni 1782 – aldaar, 3 januari 1870) was een Belgisch politicus.

## Levensloop
Hij was burgemeester te Beerse van 1 maart 1855 tot 15 januari 1858. Schepenen onder zijn bestuur waren Gabriël Van Roey en Joseph Hermans.